# Ride the Wild Wind
Ride the Wild Wind – utwór brytyjskiego zespołu Queen z albumu Innuendo. Został wydany jako singiel (wyłącznie w Polsce, gdzie piosenka znalazła się na szczycie listy przebojów Programu 3).

## Muzycy
- Roger Taylor – perkusja, wokal drugoplanowy, instrumenty klawiszowe
- Freddie Mercury – wokal prowadzący, instrumenty klawiszowe
- Brian May – gitara elektryczna
- John Deacon – gitara basowa